# Interpro Cycling Academy
Interpro Cycling Academy (código UCI: IPC) fue un equipo ciclista profesional japonés de categoría Continental que fue creado en 2010.

## Material ciclista
Las bicicletas con las que competían eran de la marca Stradalli.

## Clasificaciones UCI
A partir de 2005 la UCI instauró los Circuitos Continentales UCI, donde el equipo está registrado dentro del UCI Asia Tour.

### UCI Africa Tour
| Temporada | Clasificación por equipos | Mejor corredor     | Posición |
| 2017      | 9.º                       | Tesfom Okubamariam | 7.º      |
| 2018      | 13.º                      | Alexey Vermeulen   | 72.º     |

### UCI America Tour
| Temporada | Clasificación por equipos | Mejor corredor    | Posición |
| 2018      | 27.º                      | Daniel Whitehouse | 154.º    |

### UCI Asia Tour
| Temporada | Clasificación por equipos | Mejor corredor     | Posición |
| 2017      | 62.º                      | Tesfom Okubamariam | 123.º    |
| 2018      | 41.º                      | Daniel Whitehouse  | 83.º     |

### UCI Europe Tour
| Temporada | Clasificación por equipos | Mejor corredor    | Posición |
| 2018      | 138.º                     | Daniel Whitehouse | 1676.º   |

### UCI Oceanía Tour
| Temporada | Clasificación por equipos | Mejor corredor    | Posición |
| 2018      | 18.º                      | Daniel Whitehouse | 105.º    |

## Palmarés
Para años anteriores véase: Palmarés del Interpro Cycling Academy

### Palmarés 2019

#### Circuitos Continentales UCI
| Fecha        | Circuito              | Carreras                               | Ganador           |
| 23 de marzo  | UCI Asia Tour 2019    | 2.ª etapa del Tour de Tochigi          | Māris Bogdanovičs |
| 25 de mayo   | UCI Asia Tour 2019    | 7.ª etapa del Tour de Japón            | Pablo Torres      |
| 17 de julio  | UCI Asia Tour 2019    | 4.ª etapa de la Vuelta al Lago Qinghai | Hernán Aguirre    |
| 8 de agosto  | UCI America Tour 2019 | 6.ª etapa del Tour de Guadalupe        | Adrien Guillonnet |
| 11 de agosto | UCI America Tour 2019 | Tour de Guadalupe                      | Adrien Guillonnet |

## Plantilla
Para años anteriores véase: Plantillas del Interpro Cycling Academy

### Plantilla 2019
| Nombre                   | Nacimiento | Nacionalidad   | Equipo 2018                |
| Hernán Aguirre           | 13/12/1995 | Colombia       | Manzana Postobón Team      |
| Māris Bogdanovičs        | 19/11/1991 | Letonia        | Amore & Vita-Prodir        |
| David Casanovas          | 01/04/1997 | España         | Neoprofesional             |
| Charles-Étienne Chrétien | 19/06/1999 | Canadá         | Silber Pro Cycling         |
| Evan Clouse              | 06/11/1999 | Estados Unidos | Neoprofesional             |
| Adrien Guillonnet        | 21/11/1993 | Francia        | Neoprofesional             |
| Florian Hudry            | 06/11/1994 | Francia        | Interpro Stradalli Cycling |
| Yuki Ishihara            | 05/04/1997 | Japón          | Interpro Stradalli Cycling |
| Simon Jones              | 24/08/1997 | Estados Unidos | Neoprofesional             |
| Tomoya Koyama            | 18/07/1998 | Japón          | Neoprofesional             |
| Kyohei Mizuno            | 23/10/1988 | Japón          | Interpro Stradalli Cycling |
| Gauthier Navarro         | 11/03/2000 | Francia        | Neoprofesional             |
| Samuel Ponce             | 28/11/1991 | Andorra        | Neoprofesional             |
| Aleksejs Saramotins      | 08/04/1982 | Letonia        | Bora-Hansgrohe             |
| Koki Shinoda             | 11/09/1999 | Japón          | Interpro Stradalli Cycling |
| Pablo Torres             | 28/11/1987 | España         | Burgos-BH                  |